# Championnats d'Europe de gymnastique artistique masculine 1959
Navigation
Édition précédente Édition suivante
La 3e édition des Championnats d'Europe de gymnastique artistique masculine s'est déroulée à Copenhague, au Danemark, en 1959.

## Résultats

### Concours général individuel
| Rang               | Gymnaste            | Total  |
| ------------------ | ------------------- | ------ |
| Médaille d'or      | Yuri Titov (URS)    | 57.850 |
| Médaille d'argent  | Pavel Stolbov (URS) | 56.300 |
| Médaille de bronze | Phillip Furst (FRG) | 55.450 |

### Finales par engins

#### Sol
| Rang               | Gymnaste                | Total |
| ------------------ | ----------------------- | ----- |
| Médaille d'or      | Ernst Fivian (SUI)      | 19.20 |
| Médaille d'argent  | William Thoresson (SWE) | 19.15 |
| Médaille de bronze | Yuri Titov (URS)        | 18.90 |

#### Cheval d'arçon
| Rang               | Gymnaste            | Total |
| ------------------ | ------------------- | ----- |
| Médaille d'or      | Yuri Titov (URS)    | 19.25 |
| Médaille d'argent  | Eugen Ekman (FIN)   | 18.85 |
| Médaille de bronze | Philipp Fürst (FRG) | 18.80 |

#### Anneaux
| Rang               | Gymnaste             | Total |
| ------------------ | -------------------- | ----- |
| Médaille d'or      | Yuri Titov (URS)     | 19.60 |
| Médaille d'argent  | Pavel Stolbov (URS)  | 19.50 |
| Médaille de bronze | Velik Kapsazov (BUL) | 19.25 |
| Médaille de bronze | Otto Kestola (FIN)   | 19.25 |

#### Saut
| Rang               | Gymnaste                | Total |
| ------------------ | ----------------------- | ----- |
| Médaille d'or      | Yuri Titov (URS)        | 19.30 |
| Médaille d'or      | William Thoresson (SWE) | 19.30 |
| Médaille de bronze | Ernst Fivian (SUI)      | 19.10 |

#### Barres parallèles
| Rang               | Gymnaste              | Total |
| ------------------ | --------------------- | ----- |
| Médaille d'or      | Yuri Titov (URS)      | 19.15 |
| Médaille d'argent  | Ferdinand Danis (TCH) | 18.90 |
| Médaille de bronze | Pavel Stolbov (URS)   | 18.80 |

#### Barre fixe
| Rang               | Gymnaste            | Total |
| ------------------ | ------------------- | ----- |
| Médaille d'or      | Pavel Stolbov (URS) | 19.55 |
| Médaille d'argent  | Yuri Titov (URS)    | 19.35 |
| Médaille de bronze | Jan Cronstedt (SWE) | 19.05 |
| Médaille de bronze | Otto Kestola (FIN)  | 19.05 |

## Tableau des médailles
| Rang | Nation               | Or | Argent | Bronze | Total |
| ---- | -------------------- | -- | ------ | ------ | ----- |
| 1.   | Union soviétique     | 6  | 3      | 2      | 11    |
| 2.   | Suède                | 1  | 1      | 1      | 3     |
| 3.   | Suisse               | 1  | 0      | 1      | 2     |
| 4.   | Finlande             | 0  | 1      | 2      | 3     |
| 5.   | Tchécoslovaquie      | 0  | 1      | 0      | 1     |
| 6.   | Allemagne de l'Ouest | 0  | 0      | 2      | 2     |
| 7.   | Bulgarie             | 0  | 0      | 1      | 1     |